# Орехово (Иркутская область)
Оре́хово (старое название[когда?]

 — Оре́ховая Падь) — посёлок в Слюдянском районе Иркутской области. Входит в Утуликское муниципальное образование.

## География
Расположен на южном берегу озера Байкал в 5 км к северо-западу от центра сельского поселения, посёлка Утулик, на Транссибирской магистрали и автомагистрали Р258 «Байкал». На северной окраине посёлка находится остановочный пункт ВСЖД Ореховая Падь.

## Этимология
Падью в Сибири называют межгорное понижение. В подобной форме рельефа и расположился посёлок. А Ореховой она была названа из-за того, что падь заросла кедровым лесом, где местные жители добывали кедровый орех.

## История
Посёлок был основан как почтовая станция на Кругобайкальском тракте. В начале XX века через посёлок прошла Транссибирская железнодорожная магистраль.

## Население
| 2002 | 2010 | 2011 | 2012 |
| ---- | ---- | ---- | ---- |
| 9    | ↗11  | →11  | →11  |